# Asterix w Brytanii
Asterix w Brytanii (fr. Astérix chez les Bretons, 1986, duń. Asterix og briterne) – francuski film animowany oparty na komiksie René Goscinnego i Alberta Uderzo pod tym samym tytułem. Film jest piątą adaptacją przygód Galla Asteriksa i jego przyjaciela Obeliksa.

## Obsada głosowa[1]
- Roger Carel – 
  - Asteriks,
  - Idefiks
- Pierre Tornade – Obeliks
- Graham Bushnell – Jolitoraks
- Nicolas Silberg – konsul Modus
- Roger Lumont – centurion Stratocumulus
- Pierre Mondy – dekurion Sepilapsus
- Maurice Risch – Chauteapetrus
- Michel Elias –
  - żeglarz fenicki,
  - legionista
- Henri Poirier – Abrarakuriks
- Henri Labussière – Panoramiks
- Michel Gatineau –
  - Tenautomatiks,
  - przywódca piratów
- Serge Sauvion – Juliusz Cezar
- Albert Augier – fenicki kupiec
- Martine Messager – Anglicy
- Pierre Mirat – sprzedawca piwa
- Yves Barsacq – Ahigieniks
- Georges Atlas –
  - Długowieczniks,
  - Zebigbos
- Gérard Croce
- Alain Doutey
- Paul Bisciglia
- Laurence Riesner
- Berthe Cortez
- Ian Marshall
- Judy Martinez
- Edward Marcus
- Joseph Nyambi
- Christopher Wells

## Fabuła
Tym razem Asterix i Obelix wyruszają do Brytanii by tam wspomóc Brytów w walce z Rzymianami. Głównym motywem filmu są stereotypy o Anglikach, chociaż ich etnogeneza ma mało cech wspólnych z etnogenezą starożytnych mieszkańców wyspy. Brytowie są tutaj ospali, flegmatyczni, wszystko robią powoli, radują się drobiazgami. Gniew okazują mówiąc: powiadam wam. Ale nawet wtedy są bardzo uprzejmi. Ich jadło i napoje smakuje tylko im. Jednakże podczas zawodów sportowych stają się energiczni, impulsywni, agresywni, brutalni i okrutni. Co kończy się zaraz po meczu.